# پلی‌استیشن وی‌آر۲
پلی‌استیشن وی‌آر۲ (به انگلیسی: PlayStation VR2) یک هدست واقعیت مجازی برای کنسول بازی ویدئویی خانگی پلی‌استیشن ۵ است که توسط سرگرمی‌های تعاملی سونی توسعه یافته و در ۲۲ فوریه ۲۰۲۳ عرضه شد.
نخستین پلی‌استیشن وی‌آر شرکت سونی در سال ۲۰۱۶ عرضه شد. سونی از پلی‌استیشن وی‌آر۲ در نمایشگاه بین‌المللی سی‌ئی‌اس سال ۲۰۲۲ رونمایی کرد. این هدست توسط یک کابل یواس‌بی سی به کنسول پلی‌استیشن ۵ متصل می‌شود. بر خلاف نسل اولیه پلی‌استیشن وی‌آر که حرکات بازیکنان را از طریق یک دوربین پلی‌استیشن ردیابی می‌کرد، پی‌اس وی‌آر۲ ردیابی حرکات را توسط چهار دوربین نصب شده بر روی هدست انجام می‌دهد. پی‌اس وی‌آر۲ دارای یک پنل اُلِد با وضوح صفحه نمایش ۴کی می‌باشد.

## فهرست بازی‌ها
- گرن توریسمو ۷ | پولی‌فونی دیجیتال
- هورایزن: آوای کوه | گوریلا گیمز و فایراسپرایت
- رزیدنت ایول: روستا | کپ‌کام
- آسمان هیچ‌کس | هلو گیمز
- اثر تتریس: متصل | بازی‌های مون‌استارز، بازی‌های استیج و رسون‌ایر
- جنگ‌ستارگان: داستان‌هایی از لبه کهکشان | آی‌ام‌‌ال‌اکس‌لب
- انسانیت | تی‌اچ‌ای لیمیتد
- سلام همسایه و‌ی‌آر: جست‌و‌جو و نجات | تاینی‌بیلد و بازی‌های استیل‌وول
- کی‌کَک: سراب | بتر تَن لایف
- شلاقِ تپانچه | بازی‌های کلاودهِد
- رِز: بی‌نهایت | سونیک‌تیم، هکسادرایو، سرگرمی‌های کیو و هنرمندان متحد بازی
- Metro awakening که در سال 2024 عرضه خواهد شد

## توسعه
پس از عرضه پلی‌استیشن ۵، سرگرمی‌های تعاملی سونی قصد داشت تا سخت‌افزاری جدید برای واقعیت‌مجازی این کنسول توسعه دهد تا بتواند بازی‌های نسل‌نهمی کامل برای این کنسول توسعه دهد. طراح پلی‌استیشن وی‌آر۲، یوجین میروساوا توضیح می‌دهد:
وقتی که کار بر روی طراحی پلی‌استیشن وی‌آر۲ را آغاز کردم، یکی از محدوده‌هایی که قصد داشتم بر روی آن متمرکز شوم ایده‌ آن بود که یک دریچه در هدست ایجاد کنم تا بتواند هوای داخل آن را خارج کند، به‌مانند دریچه‌هایی که هوا را از داخل پلی‌استیشن ۵ به بیرون می‌کشد. مهندسان ما با این ایده خشنود شدند و آن را راهی دیدند که از این جلوگیری کنند که بازیکنان وقتی در بازی‌های واقعیت‌مجازی‌شان غرق شده‌اند ناگهان یک مه به روی لنز بیافتد. من روی طرح‌های مختلف زیادی کار کرده‌ام تا بتوانم به این برسم و در طرح نهایی، شما می‌توانید ببینید که یک فضای آزاد بین بالا و جلوی سطح وجود دارد که برای تخلیه هوای درون هدست طراحی شده‌است. من بسیار خوشحال هستم که واکنش‌های مثبت طرفداران را ببینم و با وجود فاصله زیاد تا عرضه آن (در مصاحبه) که امیدوارم بازیکنان با آن کنار بیایند، نمی‌توانم صبر کنم تا بازیکنان تجربیات خود را توصیف کنند. یوجین میروساوا
سونی رسماً توسعه این سخت‌افزار را در فوریه ۲۰۲۱ تایید کرد و اولین تصویر آن را نیز در فوریه ۲۰۲۲ به طرفداران نشان داد. پلی‌استیشن وی‌آر۲ در زمان انتشار حدود ۱۳ بازی که شاملِ نسخه واقعیت‌مجازی بازی‌های گرن توریسمو ۷ و رزیدنت ایول: روستا نیز می‌شود را شامل می‌شود. همچنین یک نسخه واقعیت‌مجازی از بازی هورایزن با نام صدا‌های کوهستان نیز منتشر شد و نقد‌های مثبتی از منتقدان دریافت کرد.